# Neighborhood 2 (Laïka)
«Neighborhood #2 (Laïka)» es el segundo sencillo de la banda de indie rock canadiense Arcade Fire de su álbum debut Funeral. Fecha de lanzamiento el 28 de marzo de 2005, el sencillo alcanzó el número 30 en la lista UK Singles Chart, y fue lanzado en Rough Trade Records. El sencillo también contiene la canción "My Buddy" de Alvino Rey, el abuelo de los miembros de Arcade Fire Win y William Butler.
Cuando la canción es interpretada en los conciertos, los miembros de la banda Will Butler y Richard Reed Parry suele asumir funciones de percusión, a menudo participar en actos excéntricos y a veces violenta, mientras que el resto de la banda seguirá cumpliendo.

## Interpretación
La canción, la segunda pista en el Funeral, es (según Win Butler) sobre el Agencia Espacial Federal de Rusia que envía el perro Laika al espacio. Laika fue el primer ser vivo en orbitar la Tierra. Butler dijo a Pulse, una publicación de Minneapolis, "It’s a great story about a dog being the first living creature in space. Doing this spectacular thing, but not having food and watching itself fall back into the earth." ("Es una gran historia sobre un perro siendo la primera criatura viviente enviada al espacio. Hace esta cosa espectacular, pero sin tener alimento y viéndose asimismo caer de vuelta a la Tierra").
La oscura letra de la canción complementa su melodía pegadiza. Las líricas primera cuenta la historia de "Alexander" de ser enviado a la aventura. La aventura, por "good of the neighborhood" (En español: "el bien del barrio"), en última instancia, terminar con la muerte de "Alexander".
La melodía del acordeón tiene un parecido considerable con el riff del sencillo de 1983 'The Sultan' de a principios de la banda de The Squires es también canadiense Neil Young.

## Lista de canciones
Sencillo en CD:
- «Neighborhood #2 (Laïka)» - 3:29
- «My Buddy» (Alvino Rey Orchestra, emisión de radio en vivo, 1940) - 2:32